# 徐人心
徐人心（1920年—2022年5月25日）原名徐漱芳，廣州市粵劇花旦，香港及美國電影演員。

## 生平
徐人心生於廣州市，出身於粵劇世家，徐人心的養母是徐杏林；為粵劇風騷艷旦關影憐的徒弟，因為初演粵劇《梁山伯與祝英台》時，飾演「人心」，因活潑可愛引起觀眾注意，因此用『徐人心』為藝名。她的徒弟是香港的蘇韻琴小姐。第二次世界大戰前曾和陸飛鴻到菲律賓演出；第二次世界大戰時代，徐人心與任劍輝是全女班時代的廣州市拍檔，二人曾拉箱到澳門演出，並譽「金童玉女」。後來徐人心應聘到美國登臺。
1950年第一次返到中華人民共和國統治下的廣州市參觀；1953年8月正式加入廣州市「南方劇團」作演員。 
1983年1月從廣州市來香港3個月，取回20世紀50年代已貯存在匯豐銀行保險箱裡的物件。
2022年5月25日，徐人心在廣州逝世，享嵩壽102歲。

## 家庭
- [7]:175-177養母徐杏林（原名不詳）是「全女班」[8]:144,145文武生，常演的薛派好劇是《三伯爵》、《雙蛾弄蝶》等等。[9]
- 堂妹徐金蓮[10][11]
- 夫婿蔣世勳（跟已故前妻梁淑卿育有已故蔣世平、原名:蔣桂林）

## 參演電影
- 《神秘之夜》（1937年）：香港出品的第一部歌唱片，全部對白均以歌唱形式唱出，參與的演員多達50位。
- 《方世玉二卷之胡惠乾打機房》（1939年）：飾演胡惠英。
- 《金絲蝴蝶》（1939年）：飾演雪花。
- 《1939 大觀園》（1939年）：飾演林黛玉。
- 《牛郎織女》（1939年）：飾演賽金。
- 《一曲魂銷》 (1939年)
- 《蝴蝶夫人》（1940年）
- 《一代名花花影恨》（1940年）
- 《夜盜紅綃》 (1940年)
- 《情韻動春心》 (1947年)
- 美國電影《金國情緣》（1948年）：飾演芬。
- 《亂世英雄》（1950年）：飾演女黑俠呂秀雲。
- 《火燒阿房宮》（1952年）：飾演荊軻妻子

## 外部連結
- 徐人心在香港影庫上的簡介
- 徐杏林在香港影庫上的簡介
- 蔣世勳在香港影庫上的簡介